# ليموني سنيكت
ليموني سنيكت، الاسم القلمي للروائي الأمريكي دانيال هاندلر (مواليد 28 فبراير 1970). نشر هاندلر العديد من كتب الأطفال بهذا الاسم، أبرزها إيه سيرييس أوف أنفورشنت إيفينتس (سلسلة أحداث سيئة)، والتي بيعت منها أكثر من 60 مليون نسخة وأُنتج منها فيلم عام 2004 ومسلسل تلفزيوني عُرض بين عامي 2017 و2019. كان ليموني سنيكت أيضًا كاتب الخيال الذي ابتكر سلسلة أحداث سيئة ولعب كشخصية فيها، بالإضافة إلى كونه الشخصية الرئيسية في سلسلة كل الأسئلة الخاطئة.
في سلسلة أحداث سيئة، يمثل سنيكت كلًا من الراوي وشخصية. يتحرى ويروي مجددًا قصة أيتام بوديلير. كُتبت سلسلة كل الأسئلة الخاطئة كسيرة ذاتية ساخرة، تتبعت حياة سنيكت عبر طفولته وتدريبه في قسم الإطفاء التطوعي.
يمثل سنيكت أيضًا موضوع السيرة الذاتية الخيالية بعنوان ليموني سنيكت: السيرة الذاتية غير المصرحة، والكتيب بعنوان 13 سرًا صادمًا عن ليموني سنيكت ستتمنى لو لم تعرفها (صدر كترويج لرواية النهاية). تضمنت أعمال سنيكت الأخرى الرضيع في الدوذم، والملحن ميت، وفجل الخيل: حقائق سيئة لا يمكنك تجنبها، واللاتكس الذي لم يكف عن الصراخ، وكومة الفحم، وثلاثة عشرة كلمة.
في فيلم سلسلة أحداث ليموني سنيكت السيئة، رسم جود لو شخصية ليموني سنيكت، ووثق أحداث الفيلم على آلة كاتبة داخل برج الساعة. في لعبة الفيديو التي تستند إلى الفيلم، أدى تيم كاري صوته. في سلسلة أحداث سيئة على نتفليكس، ظهر سنيكت كرواي رود سيرلينج القدير الذي دوّن أحداث حياة أطفال بوديلير، ورسمه باتريك واربورتون.